# Phillip Oppenheim
Phillip Arthur Charles Lawrence Oppenheim (né le 20 mars 1956) est un homme d'affaires britannique et ancien homme politique.

## Jeunesse
Oppenheim est né à Lambeth dans le sud de Londres, en 1956. Il est le fils de l'ancienne ministre du gouvernement conservateur Sally Oppenheim.
Il fait ses études à la Harrow School, dans le nord-ouest de Londres, et à l'Oriel College, à Oxford.

## Carrière politique
Oppenheim est élu de manière inattendue avec le plus grand swing lors de l'élection de 1983 comme député conservateur pour le siège travailliste sur de la vallée d'Amber. Il la représente de 1983 jusqu'à la défaite électorale aux élections générales de 1997 contre Judy Mallaber du Labour.
Pendant son séjour au Parlement, Oppenheim occupe divers postes ministériels dans les gouvernements de Margaret Thatcher et de John Major et est également le secrétaire parlementaire de Kenneth Clarke, l'ancien Chancelier de l'Échiquier. Il est connu pour son soutien au libre-échange, ainsi que pour ses opinions socialement libérales, notamment en soutenant les questions de bien-être animal et en s'opposant à la chasse au renard. En tant que ministre du Trésor, il durcit les restrictions sur les importations d'espèces menacées et introduit des allégements fiscaux sur les carburants moins polluants, notamment le GPL. En tant que ministre du Commerce, il résiste aux efforts du lobby de la fourrure pour assouplir les restrictions sur les importations de fourrure piégée. Il est également en faveur d'une Chambre des lords élue. Expert en politique commerciale, Oppenheim écrit deux livres primés (The New Masters en 1990 et Trade Wars en 1992) attaquant le protectionnisme américain et européen contre le Japon et les pays du tiers monde. Il reproche à cette politique de contribuer à la pauvreté dans le monde en développement.

## Carrière dans les affaires
Avant d'entrer au Parlement, Oppenheim est un homme d'affaires, fondant une société de technologie de l'information qui est vendue à Reed Elsevier.
Après avoir quitté le Parlement en 1997, Oppenheim devient chroniqueur pour le Sunday Times et d'autres journaux. Il critique la culture de spin du nouveau Labour, ainsi que ce qu'il considère comme la vente corrompue de pairies, et le Parti conservateur pour sa dérive vers la droite.
Oppenheim est fondateur et directeur général du bar-restaurant Cubana à Londres et est reconnu pour avoir introduit des Mojitos au Royaume-Uni depuis Cuba dans les années 1990.
Il est également directeur fondateur de Waterloo Quarter, une alliance entre les entreprises et le public qui vise à améliorer Waterloo. Il négocie directement avec Cuba, important du rhum et du café et est également directeur du café Alma de Cuba , une marque de café cubaine appartenant à la Cuba Mountain Coffee Company, qui a un projet pour aider les producteurs de café de montagne à Cuba.